# Athorybia
Athorybia is een geslacht van hydroïdpoliepen uit de familie Athorybiidae. Athorybia werd oorspronkelijk in 1829 wetenschappelijk beschreven door Johann Friedrich von Eschscholtz.

## Soorten
- Athorybia lucida Biggs, 1978 uit de Sargassozee;
- Athorybia rosacea (Forsskål, 1775) uit de Middellandse Zee, Noord-Atlantische Oceaan (Europese wateren) en de Golf van Mexico.